# Индий
| 49         | Индий |
| In114,818  |       |
| 4d105s25p1 |       |

И́ндий (химический символ — In, от лат. Indium) — химический элемент 13-й группы (по устаревшей классификации — главной подгруппы третьей группы, IIIA), пятого периода периодической системы химических элементов Д. И. Менделеева с атомным номером 49. Относится к категории постпереходных металлов.
Простое вещество индий — ковкий, легкоплавкий, очень мягкий металл серебристо-белого цвета. Сходен по химическим свойствам с алюминием и галлием, по внешнему виду — с цинком.

## История
Индий обнаружили немецкие химики Фердинанд Райх и Теодор Рихтер (Theodore Richter) в 1863 году при спектроскопическом исследовании цинковой обманки. Они искали таллий, однако вместо зелёной линии этого элемента нашли в спектрах яркую неизвестную линию голубого цвета (профессор Ф. Райх страдал дальтонизмом и не мог различать цвета спектральных линий, поэтому все наблюдения регистрировал его ассистент Рихтер). Впоследствии металл был выделен Рихтером в незначительном количестве, но на Всемирной выставке 1867 года уже был представлен полукилограммовый слиток индия.

## Происхождение названия
Яркая эмиссионная линия в спектре индия — цвета индиго.

## Геохимия и минералогия
Учитывая электронную структуру атома индия, он относится к халькофильным элементам (18 электронов в предпоследнем слое). В настоящее время известно менее 10 индиевых минералов: самородный индий, рокезит CuInS2, индит FeIn2S4, кадмоиндит CdIn2S4, джалиндит In(OH)3, сакуранит (CuZnFe)3InS4 и патрукит (Cu,Fe,Zn)2(Sn,In)S4. В основном индий находится в виде изоморфной примеси в раннем высокожелезистом сфалерите, где его содержание достигает десятых долей процента. В некоторых разновидностях халькопирита и станнина содержание индия составляет сотые-десятые процента, а в касситерите и пирротине — тысячные доли процента. В пирите, арсенопирите, вольфрамите и некоторых других минералах концентрация индия — граммы на тонну. Промышленное значение для получения металла пока имеют сфалерит и другие минералы, содержащие не менее 0,1 % индия. Индий самостоятельных месторождений не образует, а входит в состав руд месторождений других металлов. Наиболее высокое содержание индия установлено в рудах касситеритоносных скарнов и сульфидно-касситеритовых месторождений различных типов. Содержание индия в земной коре (кларк) 0,25 г/т (он в три раза более распространён, чем серебро), в морской воде 0,018 мг/л.

## Физические свойства
Полная электронная конфигурация атома индия: 1s22s22p63s23p63d104s24p64d105s25p1.
- Температура плавления 156,5985 °C (429,7485 K)[2]
- Температура кипения 2072 °C (2345 K)
- Плотность: 7,362 (+20 °C, г/см³)
  - 7,023 (157 °C, г/см³)
  - 5,763 (2109 °C, г/см³)
- Критическая температура сверхпроводимости (атмосферное давление, массивные образцы) 3,405 K
- Давление паров (в мм рт. ст.):
  - 0,01 (912 °C)
  - 0,1 (1042 °C)
  - 1 (1205 °C)
  - 10 (1414 °C)
  - 100 (1688 °C)
- Удельная теплоёмкость при постоянном давлении (0 °C): 0,238 Дж/г·K

### Термодинамические параметры
- Стандартная энтальпия образования ΔH (298 К): 0 кДж/моль (т)
- Стандартная энергия Гиббса образования ΔG (298 К): 0 кДж/моль (т)
- Стандартная энтропия образования S (298 К): 57,82 Дж/моль·K (т)
- Стандартная мольная теплоемкость Cp (298 К): 26,74 Дж/моль·K (т)
- Энтальпия плавления ΔHпл: 3,26 кДж/моль
- Энтальпия кипения ΔHкип: 227,6 кДж/моль

### Дополнительная информация
- Сплав с 40 % платины имеет золотисто-жёлтый цвет. Известно «зелёное золото» — сплав 75 % золота с 20 % серебра и 5 % индия[12].
- Твёрдость по Бринеллю 9 МПа, по Моосу 1,2.
- Водород малорастворим в металлическом индии — менее 1 мл на 100 г индия.

### Изотопы
Природный индий состоит из двух изотопов — стабильного 113In (изотопная распространённость 4,29 %) и бета-радиоактивного 115In (95,71 %; период полураспада 4,41⋅1014 лет).

## Химические свойства
- Электроотрицательность — 1,78.
- Устойчив и не тускнеет в сухом воздухе при комнатной температуре, но выше 800 °C горит фиолетово-синим пламенем с образованием оксида.
- Растворяется в серной и соляной кислотах, быстрее — в азотной и хлорной, с плавиковой кислотой медленно реагирует при нагревании, органические кислоты (муравьиная, уксусная, щавелевая, лимонная) постепенно растворяют индий.
- С растворами щелочей, даже кипящими, заметно не реагирует, но в крепкой щёлочи может образовывать индаты {\displaystyle {\mathsf {[In(OH)_{6}]^{3-}}}}.
- Реагирует с хлором и бромом.
- При нагревании реагирует с иодом, серой (выше 620 °C), селеном, теллуром, диоксидом серы (выше 600 °C), парами фосфора.
- Степень окисления от +1 до +3, наиболее устойчивы 3-валентные соединения.

## Получение

Динамика планетарной добычи индия, по данным USGS

Получают из отходов и промежуточных продуктов производства цинка и, в меньшей степени, свинца и олова. Это сырьё содержит от 0,001 % до 0,1 % индия. Из исходного сырья производят концентрат индия, из концентрата — черновой металл, который затем рафинируют. Исходное сырьё обрабатывают серной кислотой и переводят индий в раствор, из которого гидролитическим осаждением выделяют концентрат. Из концентрата черновой металл извлекают цементацией на цинке и алюминии. Для рафинирования используются различные методы, например, зонная плавка.
Основным производителем индия является Китай (390 тонн в 2012 году), также производится Канадой, Японией и Южной Кореей (примерно по 70 тонн).
В последние годы мировое потребление индия быстро растёт и в 2005 достигло 850 тонн.
Количество используемого индия сильно зависит от мирового производства ЖК-экранов. В 2007 году в мире было добыто 475 тонн и ещё 650 тонн было получено путём переработки. На производство ЖК экранов для компьютерных дисплеев и телевизоров уходило 50—70 % доступного индия.
Стоимость индия в 2002 году составила около 100$ за кг, но рост потребности в металле привёл к повышению и колебаниям цен. В 2006—2009 годах они колебались в пределах 400—900 долларов за кг.
По современным оценкам, запасы индия будут исчерпаны в ближайшие 20 лет, если не будет повышена степень вторичного использования металла.

## Применение
- Широко применяется в производстве жидкокристаллических экранов для нанесения прозрачных плёночных электродов из оксида индия-олова.
- Используется в микроэлектронике как акцепторная примесь к германию и кремнию. Ранее, когда широко применялась сплавная технология производства первых полупроводниковых приборов, характерным решением было сплавление индия с германием для получения pn-перехода, например в диодах серий ДГ-Ц1, Д7 и так далее до сотни мг индия.
- Фосфид индия используется как один из самых высокочастотных полупроводников[21], он превосходит арсенид галлия.
- Компонент ряда легкоплавких припоев и сплавов (так, жидкий при комнатной температуре галинстан содержит 21,5 % индия). Обладает высокой адгезией ко многим материалам, позволяя спаивать, например, металл со стеклом. В сплаве с оловом применяется как легкоплавкий припой с высокой теплопроводностью для термоинтерфейсов принудительно охлаждаемых электронных компонентов[22].
- Иногда применяется (чистый или в сплаве с серебром) для покрытия зеркал, в частности, автомобильных фар, при этом отражающая способность зеркал не хуже, чем у серебряных, а стойкость к воздействию атмосферы (особенно сероводорода) — выше. В покрытии астрономических зеркал используется постоянство коэффициента отражения индия в видимой части спектра.
- Сам по себе индий никогда не вызывал интереса у ювелиров[23]. Тем не менее, он нашёл себе особое применение как компонент сплавов в производстве ювелирных изделий: добавка 1 % индия к серебру вдвое увеличивает его твёрдость, а сплав 75 % золота с 20 % серебра и 5 % индия приобретает красивый золотисто-зелёный оттенок[24].
- Материал для фотоэлементов.
- Соединения используются как люминофоры.
- Покрытие юбок алюминиевых поршней дизельных двигателей для снижения износа.
- Арсенид индия применяется как высокотемпературный термоэлектрический материал с очень высокой эффективностью, для увеличения эффективности обычно легируется 10 % фосфида индия.
- Изотопы индия 111In и 113mIn используются в качестве радиофармацевтических препаратов.
- Точка плавления индия (429,7485 К или 156,5985 °C) — одна из определяющих точек международной температурной шкалы ITS-90.
- Электрохимическая система индий-оксид ртути служит для создания чрезвычайно стабильных во времени источников тока (аккумуляторов) высокой удельной энергоёмкости для специальных целей.
- Ортофосфат индия используется в качестве добавки к зубным цементам[источник не указан 1021 день].
- В технике высокого вакуума индий используется в качестве уплотнителя (прокладки, покрытия); в частности, при герметизации космических аппаратов и мощных ускорителей элементарных частиц.
- Индий имеет высокое сечение захвата тепловых нейтронов и может быть использован для управления атомным реактором, хотя более удобно применение его соединений в комбинации с другими элементами, хорошо захватывающими нейтроны. Так, оксид индия находит применение в атомной технике для изготовления стекла, применяемого для поглощения тепловых нейтронов. Наиболее широко распространённый состав такого стекла — оксид бора (33 %), оксид кадмия (55 %), оксид индия (12 %).
- Изотоп индия 115In предложен для детектирования низкоэнергетических электронных нейтрино[25].: 115In + νe → 115Sn+e−+2γ

## Биологическая роль
Индий не имеет ярко выраженной метаболической роли в организме. Соединения индия не всасываются в желудочно-кишечном тракте, умеренно всасываются при вдыхании. Индий может временно накапливаться в мышцах, коже и костях человека, его период полувыведения около двух недель. Растворимые соединения индия с валентностью III могут быть токсичными для почек при введении путем инъекции. Длительное вдыхание паров или мелкодисперсной пыли индия, его оксида или гидроксида может вызывать болезнь легких, получившую название Indium lung.
Предельно допустимая концентрация индия в воздухе рабочей зоны 0,1 мг/м³ (Национальный институт охраны труда, США). Однако после появления сведений о заболеваниях легких правила стали ужесточать. Например, японский национальный институт безопасности и гигиены труда установил ПДК на уровне 0.0003 мг/м³.